# Lundøya
Lundøya est une île située dans la municipalité de Steigen, dans le comté de Nordland, dans le nord de la Norvège. L’île se trouve à l’entrée du Sagfjorden entre l’île d’Engeløya à Steigen et le village de Skutvika sur le continent dans la municipalité de Hamarøy. L’île a une superficie de 26,46 kilomètres carrés et son point culminant est la montagne Lundtinden, de 803 mètres de haut. Lundøya est maintenant inhabitée, mais a eu des habitants jusque dans les années 1970. L’île a été déclarée zone de relocalisation[Quoi ?] en 1971.